# Malpighia megacantha
Malpighia megacantha là một loài thực vật có hoa trong họ Malpighiaceae. Loài này được (A. Juss.) Urb. mô tả khoa học đầu tiên năm 1919.